# Необ'їжджений жеребець (фільм, 1894)
«Необ'їжджений жеребець» (англ. Bucking broncho) — німий короткометражний фільм студії Томаса Едісона. Актор Лі Мартін був учасником шоу Буффало Білла. Це перший і єдиний фільм з участю Мартіна. Це перша демонстрація на екрані об'їжджання жеребця.
В даний час фільм зберігається в Американській Академії кінематографічних мистецтв і наук.

## Сюжет
Ковбой демонструє своє мистецтво в об'їжджанні жеребця перед глядачами.

## У ролях
- Лі Мартін
- Френк Хеммітт

## Цікаві факти
- Довжина кіноплівки, на якій записаний фільм, становить близько 12 м (39 футів) [1]
- Едісон ніколи не заявляв права на цей фільм [1]